# Arnljot Eggen
Arnljot Eggen (* 13. August 1923 in Vingelen, Gemeinde Tolga; † 4. Februar 2009 in Oslo) war ein norwegischer Schriftsteller. Er schrieb hauptsächlich Gedichte und Kinderbücher, sowohl auf Nynorsk als auch auf Bokmål. Außerdem übersetzte er zusammen mit Martin Nag polnische und russische Lyrik.

## Leben
Eggen wuchs in dem Dorf Ålen in Sør-Trøndelag auf. Seine Eltern waren Emma Kvernmo und Eystein Eggen, ein Kaufmann, der auch Gedichte und Romane veröffentlicht hatte und mit Johan Falkberget eng befreundet war. Arnljot Eggen begann bereits als Kind mit dem Schreiben und veröffentlichte Gedichte in Zeitungen.
Nachdem er während des Zweiten Weltkriegs einige Zeit lang die Schule unterbrechen musste, und in Tolga eine Bäckerlehre begann, erhielt er 1944 sein Abitur. Danach besuchte er bis 1947 das Lehrerseminar in Elverum und arbeitete dann als Journalist und Lehrer in verschiedenen Orten. Parallel veröffentlichte er Gedichte in Zeitungen sowie erste Bücher. Sein Debüt, der Gedichtband Eld og is, erschien 1951. Von 1960 bis 1965 arbeitete er im Norsk Folkemuseum auf Bygdøy. Nach seinem literarischen Durchbruch, den er mit dem 1965 erschienenen Buch Eit hovud i havet hatte, lebte er als freischaffender Schriftsteller in Oslo.
Während sein Frühwerk dem Symbolismus zugerechnet wird schrieb Eggen ab Ende der 1960er-Jahre (Sprekker i muren) satirische, kapitalismuskritische Literatur. In den 1970er-Jahren wandte er sich verstärkt marxistisch-leninistischen Ideen, insbesondere dem Maoismus zu. Er veröffentlichte regelmäßig in der Zeitung Klassekampen, schrieb Kampf- und Protestlieder und das Theaterstück Pendlerne, mit dem er gegen Ausbeutung protestiert.
Eggen erhielt mehrere Literaturpreise, darunter den Kritikerpreis für das beste Kinderbuch 1981 und den Doblougpreis 1985. Außerdem war er von 1965 bis 1969 Vorstandsmitglied der Schriftstellervereinigung Den norske forfatterforening.

## Werke (Auswahl)

### Gedichtbände
- Eld og is (1951)
- Jegeren (1955)
- Sendebod (1959)
- Eit hovud i havet (1965)
- Sprekker i muren (1969)
- Lengdesnitt. Dikt, aforismar og viser i utval (1997)

### Theaterstücke
- Pendlerne (1973)
- Vi er dei mange. Teater om arbeidsfolk (1987)

### Kinder- und Jugendbücher
- Ruske-Rasmus (1962)
- Den lange streiken. Roman for barn og ungdom (1981)